# رنتسو جووانپیترو
رنتسو جووانپیترو (ایتالیایی: Renzo Giovampietro؛ ‏ ۲۳ ژوئن ۱۹۲۴ – ۱۰ مارس ۲۰۰۶) بازیگر اهل ایتالیا بود.
از فیلم‌هایی که وی در آن نقش داشته‌است، می‌توان به فردا، درهای باز، مؤسسه ریکوردی، کاستا دیوا، پری‌ها و ال گرکو اشاره کرد.